# Ong nội

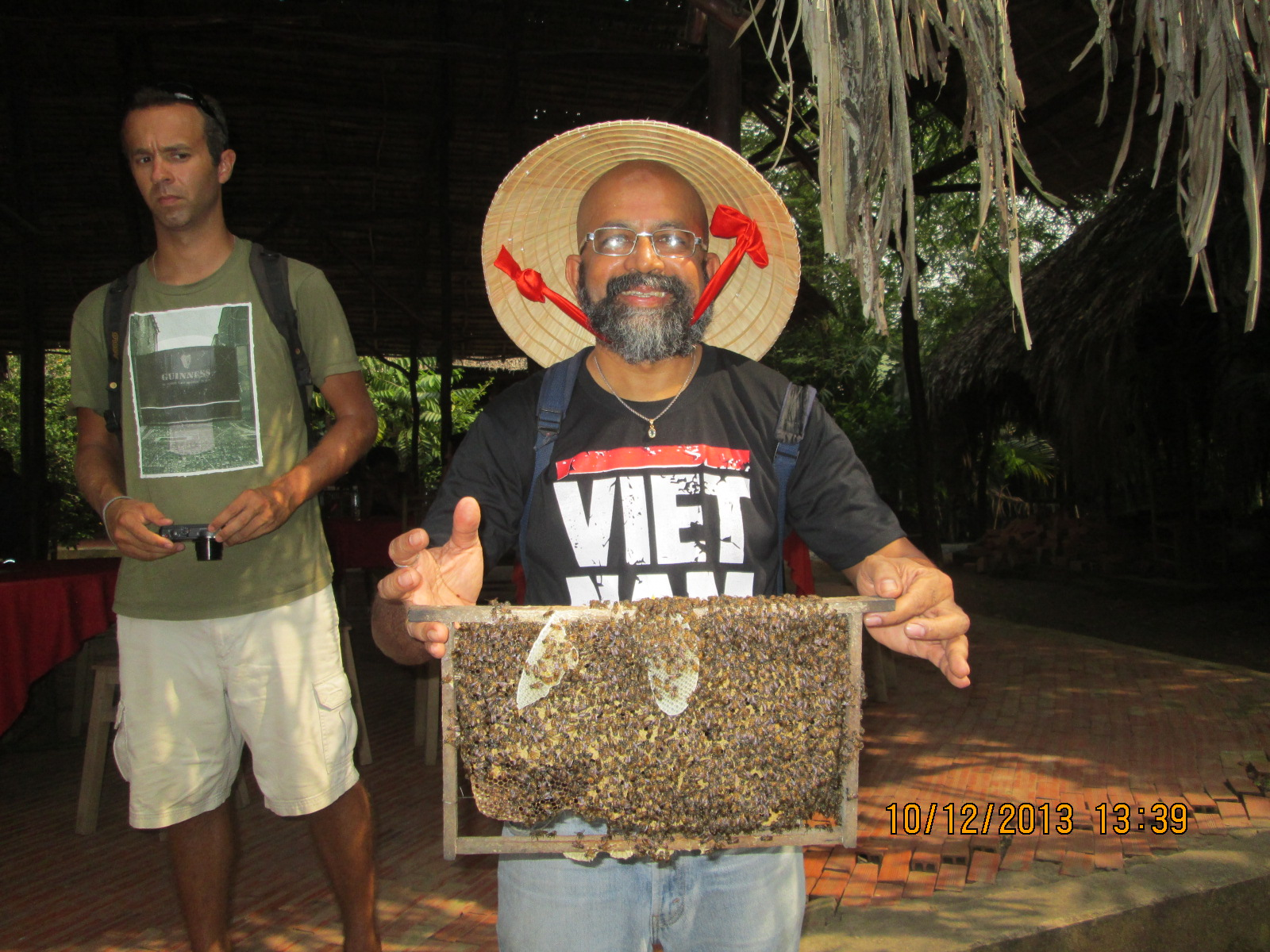
Nuôi ong nội ở Bến Tre

Ong nội hay ong nội địa phương (Danh pháp khoa học: Apis cerana indica) là một phân loài của loài ong châu Á (Apis cerana), ở Việt Nam gọi là ong nội địa, cùng với phân loài ong nội Đồng Văn (Apis cerana cerana) ở miền Bắc.

## Đặc điểm
Chúng phát triển mạnh ở Trung Quốc, Ấn Độ, Thái Lan. Ong được nuôi lấy mật ong. Ở Việt Nam, vùng trung du miền núi là quê hương của loài ong nội địa. Hiện nay giống ong này đang bị giống ong Ý là loài ngoại lai xâm hại cạnh tranh quyết liệt vì chúng có năng suất cao hơn và thị trường lại chuộng mật ngoại hơn.
Nhìn chung, giống ong nội năng suất mật rất thấp, một vòng quay 20 cầu ong chỉ được 1,2 kg mật, năng suất và thu nhập của chúng thấp hơn 5 lần so với ong ngoại, Trung bình, giống ong nội cho khối lượng 36 kg mật/đàn/năm. Tuy vậy, đàn ong nội địa rất chăm chỉ, có thể tận dụng hết thức ăn ở gần và chúng chịu rét giỏi hơn ong ngoại.